# Markgraafschap Fosdinovo
Het markgraafschap Fosdinovo was tot 1797 een staat in Italië.

## De familie Malaspina in Fosdinovo
Spinetta de Grote, de oudste zoon Gabriele van Isnardo Malaspina, markgraaf van Verrucola, verwierf in 1308 juridische bevoegdheden in de heerlijkheid Fosdinovo. In 1340 verwief hij het leen als alleenheerser. Omdat hij geen wettige nakomelingen had vermaakte hij de heerlijkheid Fosdinovo aan de drie zonen van zijn broer Azzolino: Gabriele, Galeotto en  Guglielmo Malaspina. De broers regeerden na de dood van Spinetta in 1352 de heerlijkheid gemeenschappelijk.  Ze verwierven ook Marciaso, Comano en de landen van de familie Bianchi.

## Het markgraafschap
In 1355 verhief keizer Karel IV op zijn tocht naar Rome de heerlijkheid Fosdinovo tot markgraafschap en de drie broers tot markgraaf. Na de dood van Gabriele, die tevens bisschop van Luni was, in 1359 deelden de twee overgebleven broers de bezittingen in 1361. Hierbij krijgt Galeotto I het markgraafschap Fosdinovo met Tendola, Zuccano (nu Giucano), Marciaso, Cecina, Cortila, Bardona, Colla, Tenerano en Viano toebedeeld. Al in 1374 worden de bezittingen herenigd na de dood van Guiglimo. Galeotto is dan de enig overgebleven markgraaf en is daarom in de telling als eerste markgraaf genomen.
Als Geleotto in 1367 overlijdt, laat hij drie minderjarige zonen na. Hun moeder, Argentini Grimaldi, slaagde er niet in de erfenis voor haar zonen te behouden ten opzichte van andere familieleden. In 1369 wist zij na een beroep op keizer Karel IV de bezittingen terug te krijgen. 
Na de dood van de oudste van de drie broers, Gabriele I Malaspina in 1390 volgde er in 1393 een nieuwe deling van het markgraafschap onder de overgebleven twee broers. Spinetta II Malaspina kreeg het leen Fosdinovo met  Fosdinovo, Marciaso, Tendola, Posterla, Colla, Neder-Bardine villa, San Terenzo, Giucano (toen nog Zuccano genoemd), Pompilio, Cecina, Castelnuovo, Vallecchia, Gorasco en andere kleinere dorpen en de titel van markies van Fosdinovo. 
Zijn broer Leonardo I Malaspina (1393-1403) krijgt het leen Castel dell Aquila (Gragnola), met Viano, Casola, Gassano, Tenerano, Isolano, Monzone, Vinca, Equi, Ajola, Monte de' Bianchi, Ugliano, Montefiore, Argigliano, Codiponte of Cassano, Cortila, Prato-Alebbio, Sercognano, Colognole, de bezittingen in Migliarina, en bezittingen in het gebied Massa en Montignoso. Leonardo was de eerste markgraaf van Gragnola.
Na het uitsterven van de tak Malaspina di Olivola in 1412 worden hun bezittingen ingelijfd bij het markgraafschap Fosdinovo en Castel dell'Aquila. De bezittingen bestaan uit Olivola, Agnino, Bigliolo, Groppo S. Piero, Pulica en Pallerone.
In 1441 droegen de bewoners van Massa de heerschappij over hun stad op aan Antonio Alberico. 
Na de dood van Antonio Alberico in 1445 wordt het markgraafschap opnieuw verdeeld. Hierbij ontstaat opnieuw het markgraafschap Gragnola voor de jongste zoon Lazzaro I. De rest van de gebieden bleef onder de oudste zoon Giacomo (Jacopo) I
Giacomo (Jacopo) I staat in 1467 het markgraafschap Fosdinovo af aan zijn derde zoon en noemt zich vervolgens markgraaf van Massa. Als hij vervolgens in 1473 ook nog de heerlijkheid Carrara koopt, is de kiem gelegd voor het latere hertogdom Massa en Carrara.
Keizer Karel V verleent het markgraafschap in 1529 het eerstgeboorterecht voor de erfopvolging. Hiermee kwam een eind aan de delingen van het land onder broers.
In 1644 wordt na het uitsterven van de Malaspina-tak van Castel dell'Aquila door een uitspraak van de Reichshofrat in Wenen, het markgraafschap Gragnola toegekend aan Fosdinovo.
Op 10 april 1666 verleent keizer Leopold I de markgraaf het muntrecht.

## Verlies van de zelfstandigheid
In 1797 worden de keizerlijke Ligurische lenen, waaronder het markgraafschap Fosdinovo, opgenomen in de Ligurische Republiek. Het gaat daar deel uitmaken van het departement der Ligurische Bergen. In 1805 wordt de Ligurische Republiek geannexeerd door het Keizerrijk Frankrijk.
Het Congres van Wenen deelt Fasdinovo in bij het hertogdom Modena. Het werd daar deel van de provincie Lunigiana.

## Regenten
| regering  | naam                     | geboren    | overleden  | familie |
| --------- | ------------------------ | ---------- | ---------- | ------- |
| 1340-1352 | Spinetta (de Grote)      | 1282       | 00-03-1352 |         |
| 1352-1359 | Gabriele                 |            | 1359       | neef    |
| 1352-1361 | Gugliemo                 |            | 1374       | broer   |
| 1352-1367 | Galeotte I               |            | 15-03-1367 | broer   |
| 1367-1390 | Gabriele I               |            | 1390       | zoon    |
| 1393-1398 | Spinetta II              |            | 1398       | broer   |
| 1398-1445 | Antonio Alberico I       |            | 09-04-1445 | zoon    |
| 1445-1467 | Giacomo (Jacopo) I       | 1422/7     | 18-05-1481 | zoon    |
| 1467-1508 | Gabriele II              | 1435/8     | 03-02-1508 | zoon    |
| 1508-1533 | Lorenzo                  |            | 1533       | zoon    |
| 1533-1565 | Giuseppe                 |            | 1565       | zoon    |
| 1565-1610 | Andrea                   |            | 1610       | zoon    |
| 1610-1663 | Giacomo (Jacopo) II      |            | 1663       | zoon    |
| 1663-1669 | Pasquale                 |            | 1669       | zoon    |
| 1669-1671 | Ippolito                 |            | 1671       | broer   |
| 1671-1722 | Carlo Francesco Agostino | 1671       | 1722       | zoon    |
| 1722-1758 | Gabriele III             | 03-03-1695 | 1758       | zoon    |
| 1758-1797 | Carlo Emanuele           | 31-05-1752 | 14-01-1808 | zoon    |